# Tatjana Logvin
Tatjana „Tanja” Logvin (în rusă Татьяна Логвин, în ucraineană Тетяна Логвін) (n. 25 august 1974, în Zaporoje, RSS Ucraineană) este o fostă handbalistă austriacă și componentă a echipei naționale a Austriei. Logvin a participat la Jocurile Olimpice de vară din 2000, unde Austria s-a clasat a cincea și a fost desemnată, alături de Nadine Krause, cea mai bună marcatoare la Campionatul Mondial din 2005, unde a marcat 60 de goluri în doar 5 meciuri, cu toate că echipa Austriei nu a depășit faza grupelor preliminare. Deși a evoluat și pe extremă, postul care a consacrat-o a fost cel de intermediar stânga. Logvin a fost și o executantă foarte eficace a loviturilor de la 7 metri.

## Biografie
Tatjana Logvin s-a născut în Ucraina, dar a dobândit cetățenie austriacă și, din 1997, a fost convocată la echipa națională a Austriei.
Ea s-a transferat în 1997 la multipla deținătoare a Ligii Campionilor Hypo Niederösterreich. În primul ei sezon la clubul austriac, acesta a câștigat din nou Liga Campionilor.
În 1998, Logvin a participat cu naționala Austriei la Campionatul European din Olanda, unde s-a clasat pe locul 4. În 1999, Logvin a câștigat cu Austria medalia de bronz la Campionatul Mondial desfășurat în Danemarca și Norvegia, după ce a învins echipa României în finala mică.
În 2000, Tatjana Logvin a câștigat pentru a doua oară Liga Campionilor cu Hypo Niederösterreich, după ce, în 1999, a fost eliminată în semifinale de Dunaferr SE la o diferență generală de doar un gol. În finala din 2000, Hypo Niederösterreich și-a depășit în mod clar adversara, formația macedoneană Kometal Skopje.
În 2003, Logvin s-a transferat la formația slovenă RK Krim Ljubljana, cu care a ajuns în finala din 2004, unde a fost învinsă de Slagelse DT. Chiar în pauza competițională a sezonului 2004-2005, Tatjana Logvin s-a întors la Hypo Niederösterreich.
În 2006, Logvin a fost în discuții cu clubul românesc Rulmentul Brașov, dar până la urmă a semnat un contract cu gruparea daneză Aalborg DH. Acest transfer a fost marcat de probleme, deoarece Hypo Niederösterreich a susținut că o clauză din contractul Tatjanei Logvin o obligă să joace încă un an în Austria, în timp ce danezii o considerau liberă de contract. Controversa a împiedicat-o pe Logvin să participe la primele meciuri ale sezonului, pentru că nu a primit permisiunea de la Federația Daneză de Handbal. La presiunile federale, cazul lui Logvin a fost adus în atenția Parlamentului European, iar deputatul PSE Ole Christensen a interpelat Comisia Europeană cu privire la drepturile jucătoarei. În final, aceasta a primit totuși permisiunea de joc și a evoluat pentru Aalborg DH timp de doi ani.
După terminarea contractului cu Aalborg DH, Logvin a rămas în Danemarca și și-a început cariera de antrenor. Ea a pregătit echipa Vendsyssel Håndbold până pe 13 noiembrie 2012, când a făcut public că Vendsyssel i-a propus să se întoarcă pe teren și să joace pentru clubul de primă divizie. Într-o declarație scrisă, clubul Vendsyssel a anunțat că noul antrenor este Peter Laigaard. Tatjana Logvin a continuat totuși să antreneze echipa sub 18 ani a FfI-Frederikshavns și să lucreze ca profesoară la Nordjyllands Idrætsefterskole.

## Palmares
Echipa națională
- Campionatul Mondial:
  -  Medalie de bronz: 1999 (cu Austria)

Club
- Liga Campionilor:
  -  Câștigătoare: 1998, 2000
  - Finalistă: 2004
- Trofeul Campionilor EHF:
  -  Câștigătoare: 2000
  - Finalistă: 1998
- Campionatul Austriei:
  - Câștigătoare: 1998, 1999, 2000, 2001, 2002, 2003, 2005
- Cupa Austriei:
  -  Câștigătoare: 1998, 1999, 2000, 2001, 2002, 2003, 2005
- Campionatul Sloveniei:
  - Câștigătoare: 2004, 2005
- Cupa Sloveniei:
  -  Câștigătoare: 2004, 2005

### Distincții individuale
- Cea mai bună marcatoare la Campionatul Mondial din 2005 (60 de goluri înscrise în 5 meciuri)
- Cea mai bună marcatoare în Liga Campionilor EHF sezonul 2004-2005 (85 de goluri)